# ポール・シュレイダー
ポール・シュレイダー（Paul Schrader、1946年7月22日 - ）は、アメリカ合衆国の映画評論家、脚本家、映画監督。ミシガン州出身。小津安二郎や三島由紀夫などに影響を受けるなど、大の親日家として知られ、知的な作風が特徴。ドイツ系アメリカ人およびオランダ系の血を引く。
同志社大学で講師を務めたレナード・シュレイダーは実兄。妻は女優のメアリー・ベス・ハート。

## 経歴
極めて厳格なカルヴィン主義者の家庭に生まれ育ったため、生まれてからの長い間、映画を観ることを禁止された。18歳の時に初めて観た映画に感化されて以降、映画にのめり込む。コロンビア大学、UCLAで映画を専攻、小津安二郎やロベール・ブレッソン、カール・テオドア・ドライヤーなどの映画に傾倒する。映画評論家として活動後、1974年の映画『ザ・ヤクザ』で脚本家デビューする。続いて脚本を担当した『タクシードライバー』において監督マーティン・スコセッシおよび主演のロバート・デ・ニーロのゴールデントリオを確立。『ブルーカラー/怒りのはみだし労働者ども』以降、『アメリカン・ジゴロ』といった作品では監督としても映画製作に携わる。特に1985年の映画『ミシマ:ア・ライフ・イン・フォー・チャプターズ』（日本未公開）では、カンヌ国際映画祭最優秀芸術貢献賞を受賞し、高い評価を得た。21世紀に入っても精力的に活動し、2018年には『魂のゆくえ』でアカデミー脚本賞にノミネートされ、人生初のオスカー候補者となった。

## フィルモグラフィー
- ザ・ヤクザ The Yakuza（1974）脚本
- タクシードライバー Taxi Driver（1976）脚本
- 愛のメモリー Obsession（1976）脚本・原案
- ローリング・サンダー Rolling Thunder（1976）脚本・原案
- ブルーカラー/怒りのはみだし労働者ども（英語版） Blue Collar（1978）監督・脚本
- ハードコアの夜 Hardcore（1979）監督・脚本
- オールドボーイフレンズ（英語版） Old Boyfriends（1979）脚本・製作総指揮
- アメリカン・ジゴロ American Gigolo（1980）監督・脚本
- レイジング・ブル Raging Bull（1980）脚本
- キャット・ピープル Cat People（1982）監督・脚本（クレジット無し）
- Mishima: A Life In Four Chapters（1985）監督・脚本
- モスキート・コースト The Mosquito Coast（1986）脚本
- 愛と栄光への日々 Light of Day（1987）監督・脚本
- 最後の誘惑 The Last Temptation of Christ（1988）脚本
- テロリズムの夜/パティ・ハースト誘拐事件（英語版） Patty Hearst（1988）監督
- 迷宮のヴェニス（英語版） The Comfort of Strangers（1990）監督
- ライト・スリーパー（英語版） Light Sleeper（1991）監督・脚本
- 魔界世紀ハリウッド Witch Hunt（1994）監督（テレビ映画）
- 訣別の街 City Hall（1996）脚本
- Touch タッチ（英語版） Touch（1996）監督・脚本
- 白い刻印 Affliction（1997）監督
- 人妻（英語版） Forever Mine（1999）監督・脚本
- 救命士 Bringing Out the Dead（1999）脚本
- ボブ・クレイン 快楽を知ったTVスター Auto Focus（2002）監督
- ドミニオン（英語版） Dominion: Prequel to the Exorcist（2005）監督
- The Walker（2007）監督・脚本
- 囚われのサーカス（英語版） Adam Resurrected（2008）監督
- ザ・ハリウッド The Canyons（2013）
- ラスト・リベンジ Dying of the Light（2014）監督・脚本
- ドッグ・イート・ドッグ Dog Eat Dog（2016）監督
- 魂のゆくえ First Reformed（2017）監督・脚本
- カード・カウンター The Card Counter（2021）監督・脚本
- ノー・セインツ 報復の果て（英語版）There Are No Saints[a]（2022）脚本・製作
- Master Gardener（2022）監督・脚本

## 出演作品
- プレストン・スタージェス★アメリカン・ドリーマー（1990）
- 小津と語る Talking With OZU（1993）
- アメリカン・ニューシネマ 反逆と再生のハリウッド史（2003）
- イージー・ライダー☆レイジング・ブル（2003）
- ヒッチコック/トリュフォー（2015）
- 健さん（2016）

## 著書
- Transcendental Style in Film: Ozu, Bresson, Dreyer. Paul Schrader  1972/2/1
  - 『聖なる映画 : 小津/ブレッソン/ドライヤー』ポール・シュレイダー 著,山本喜久男 訳 フィルム・アート社 1981.2